# Couvent des Cordeliers d'Évreux
Le couvent des cordelier d’Évreux, est un couvent franciscain de la congrégation des cordelier qui sont des Franciscains qui vivent selon la règle réécrite au XIVe siècle selon saint Bonaventure. Ils sont apostolats plus actifs et moins austères que les Capucins. Ce couvent se situe à Évreux, dans la région Normandie dans le département de l’Eure, rue Anatole-Guindey.

## Histoire
Ce couvent est né de la volonté de la reine Jeanne d’Évreux par testament accordant des libéralités aux Franciscains. Ce couvent créé entre 1358 et 1370 intervient dans un XIVe siècle en proie aux troubles de la guerre de Cent ans et aux épidémies de peste noire. L'histoire de la fin du XIXe siècle Léopold Delisle fait mention du psautier d'ingebruge dont les moines de cette abbaye en avaient une copie.

## Architecture
Elle fut démêlement? cette abbaye de style gothique flamboyant eucharistique des XIVe et XVe siècle au moment de la décennie révolutionnaire entre 1789 et 1799 où elle fut vendue à titre de bien national. C'est l'une des dernières abbayes franciscaines médiévales de Normandie.

## Fonction
Outre de lieu de recueillement, elle sert d’hôpitaux de bienfaisance pour les indigents, elle va progressivement à la fin de l'Ancien Régime laisser place à une vie associative organisée en Corporations.